# Supercoupe d'Italie féminine de volley-ball
La Supercoupe d'Italie féminine de volley-ball est une compétition de volley-ball qui oppose le champion d'Italie et le vainqueur de la coupe d'Italie. Elle est créée en 1996.

## Palmarès
| Année | Vainqueur                | Score                                     | Finaliste                |
| ----- | ------------------------ | ----------------------------------------- | ------------------------ |
| 1996  | Volley Bergame           | 3 - 2 (5-15, 15-10, 15-9, 8-15, 15-11)    | Volley Modène            |
| 1997  | Volley Bergame           | 3 - 0 (15-8, 15-8, 15-8)                  | Volley Modène            |
| 1998  | Volley Bergame           | 3 - 2 (15-12, 11-15, 3-15, 16-14, 15-12)  | Virtus Reggio de Calabre |
| 1999  | Volley Bergame           | 3 - 0 (25-19, 25-22, 25-19)               | Sirio Pérouse            |
| 2000  | Virtus Reggio de Calabre | 3 - 2 (25-22, 21-25, 16-25, 25-20, 15-12) | Volley Modène            |
| 2001  | Vicence Volley           | 3 - 1 (23-25, 25-20, 25-23, 25-19)        | Volley Bergame           |
| 2002  | Volley Modène            | 3 - 0 (25-18, 25-20, 26-24)               | Volley Bergame           |
| 2003  | Asystel Novara           | 3 - 0 (25-22, 25-16, 25-19)               | Sirio Pérouse            |
| 2004  | Volley Bergame           | 3 – 0 (25-18, 25-11, 25-20)               | Sirio Pérouse            |
| 2005  | Asystel Novara           | 3 – 2 (27-25, 26-24, 20-25, 23-25, 15-6)  | Volley Bergame           |
| 2006  | Robursport Pesaro        | 3 – 0 (25-19, 25-23, 25-22)               | Asystel Novara           |
| 2007  | Sirio Pérouse            | 3 – 0 (25-21, 25-21, 25-14)               | GP Jesi                  |
| 2008  | Robursport Pesaro        | 3 – 1 (27-25, 25-17, 19-25, 25-18)        | Volley Bergame           |
| 2009  | Robursport Pesaro        | 3 – 2 (25-19, 18-25, 25-21, 23-25, 15-13) | Asystel Novara           |
| 2010  | Robursport Pesaro        | 3 – 0 (25-20, 25-20, 25-19)               | GSOPF Villa Cortese      |
| 2011  | Volley Bergame           | 3 – 2 (25-20, 20-25, 17-25, 25-22, 15-13) | GSOPF Villa Cortese      |
| 2012  | Futura Busto Arsizio     | 3 – 2 (20-25, 25-21, 21-25, 25-21, 15-12) | GSOPF Villa Cortese      |
| 2013  | River Plaisance          | 3 – 0 (25-22, 25-10, 25-10)               | Imoco Conegliano         |
| 2014  | River Plaisance          | 3 – 2 (15-25, 25-16, 25-27, 25-19, 15-11) | Futura Busto Arsizio     |
| 2015  | Volleyball Casalmaggiore | 3 – 2 (17-25, 25-22, 25-23, 20-25, 17-15) | AGIL Novare              |
| 2016  | Imoco Conegliano         | 3 – 1 (22-25, 25-18, 25-22, 25-22)        | Volley Bergame           |
| 2017  | AGIL Novare              | 3 – 2 (25-19, 25-27, 22-25, 25-23, 16-14) | Imoco Conegliano         |
| 2018  | Imoco Conegliano         | 3 – 1 (25-21, 25-17, 17-25, 25-23)        | AGIL Novare              |
| 2019  | Imoco Conegliano         | 3 – 0 (25-20, 25-17, 25-21)               | AGIL Novare              |
| 2020  | Imoco Conegliano         | 3 – 0 (25-16 25-15 25-15)                 | UYBA Busto Arsizio       |
| 2021  | Imoco Conegliano         | 3 – 1 (23-25, 29-27, 25-15, 26-24)        | AGIL Novare              |
| 2022  | Imoco Conegliano         | 3 – 1 (25-23, 17-25, 25-17, 25-17)        | AGIL Novare              |
| 2023  | Imoco Conegliano         | 3 – 1 (26-24, 21-25, 25-23, 25-20)        | Vero Volley Milan        |
| 2024  | Imoco Conegliano         | 3 – 2 (20-25, 25-16, 21-25, 25-23, 15-11) | Vero Volley Milan        |

## Bilan par club
| Club                     | Titres | Ville             | Année                                          |
| ------------------------ | ------ | ----------------- | ---------------------------------------------- |
| Imoco Conegliano         | 8      | Conegliano        | 2016, 2018, 2019, 2020, 2021, 2022, 2023, 2024 |
| Volley Bergame           | 6      | Bergame           | 1996, 1997, 1998, 1999, 2004, 2011             |
| Robursport Pesaro        | 4      | Pesaro            | 2006, 2008, 2009, 2010                         |
| Asystel Novare           | 2      | Novare            | 2003, 2005                                     |
| River Plaisance          | 2      | Plaisance         | 2013, 2014                                     |
| Virtus Reggio de Calabre | 1      | Reggio de Calabre | 2000                                           |
| Vicence Volley           | 1      | Vicence           | 2001                                           |
| Volley Modène            | 1      | Modène            | 2002                                           |
| Sirio Pérouse            | 1      | Pérouse           | 2007                                           |
| Futura Busto Arsizio     | 1      | Busto Arsizio     | 2012                                           |
| Volleyball Casalmaggiore | 1      | Casalmaggiore     | 2015                                           |
| AGIL Novare              | 1      | Novare            | 2017                                           |